# Tiền dao

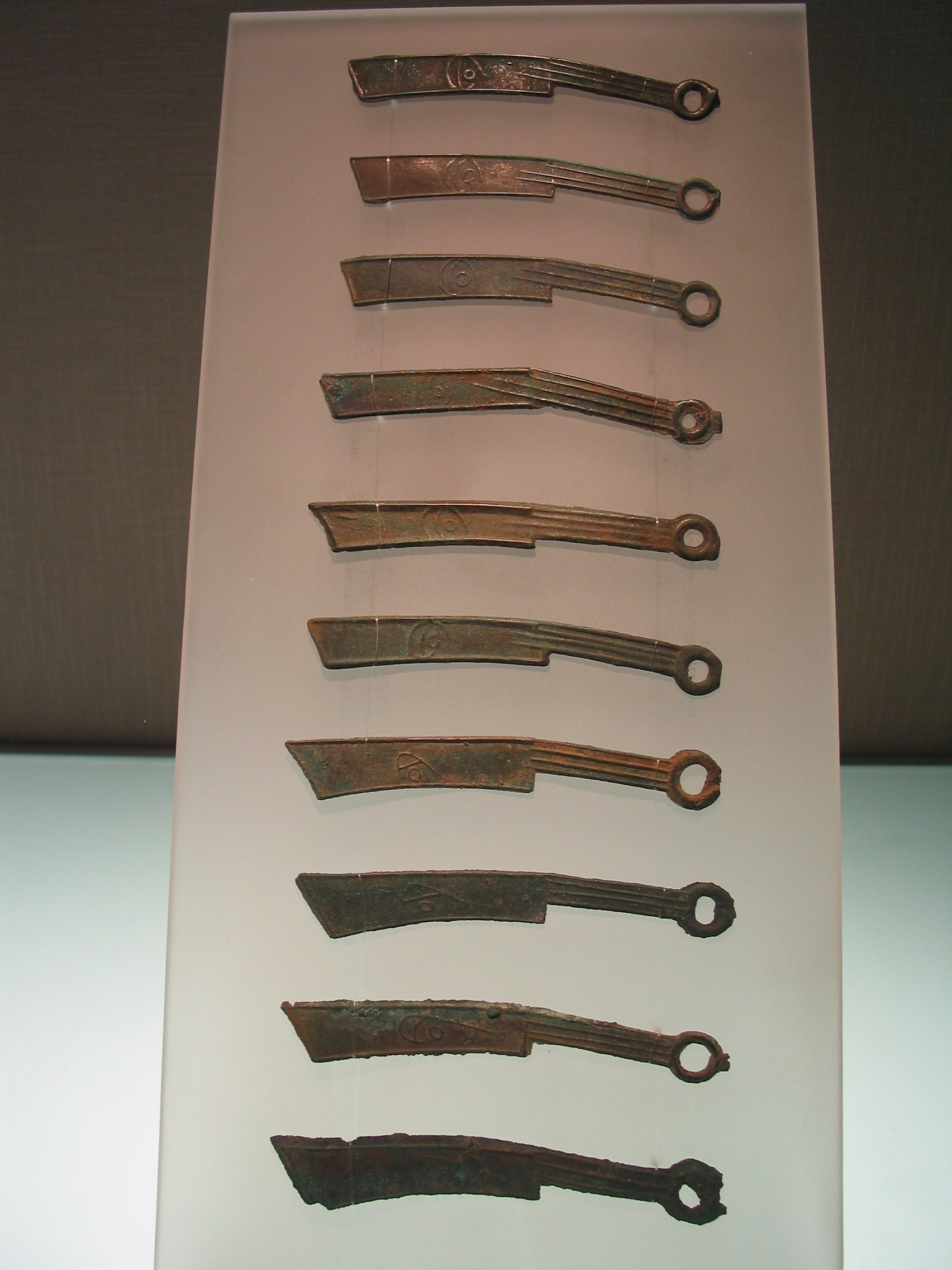
Tiền dao nước Yên.

Tiền dao (tiếng Trung giản thể: 刀币, phồn thể: 刀錢, bính âm: dāobì) là một loại tiền tệ làm bằng đồng xanh và được sử dụng vào thời cổ đại ở Trung Quốc. 
Vào thời cổ đại ở Trung Quốc, tiền dao từng được các nước chư hầu như Tề, Yên, Việt sử dụng, nhà Tân của Vương Mãng cũng sử dụng một loại tiền tệ tương tự gọi là tiền Vương Mãng. Tiền dao được chế tạo, mô phỏng giống như hình con dao, cùng thời đó, nhiều nước khác đã biết sử dụng tiền tệ bằng đồng xanh như Triệu, Ngụy, Hàn sử dụng tiền vải, Sở thì dùng tiền lỗ kiến, còn riêng nước Tần thì sử dụng tiền tròn.